# Tanju
Tanju is een bestuurslaag in het regentschap Dompu van de provincie West-Nusa Tenggara, Indonesië. Tanju telt 1432 inwoners (volkstelling 2010).